# Championnats d'Europe de gymnastique acrobatique 1986
Navigation
Édition précédente Édition suivante
Les championnats d'Europe de gymnastique acrobatique 1986, septième édition des championnats d'Europe de gymnastique acrobatique, ont eu lieu en 1986 à Rennes, en France.